# Heisîha, Stavîșce
Heisîha (în ucraineană Гейсиха) este o comună în raionul Stavîșce, regiunea Kiev, Ucraina, formată numai din satul de reședință.

## Demografie
Componența lingvistică a comunei Heisîha
     Ucraineană (98,97%)
     Alte limbi (1,03%)
Conform recensământului din 2001, majoritatea populației comunei Heisîha era vorbitoare de ucraineană (98,97%), existând în minoritate și vorbitori de alte limbi.

## Legături externe
- pl Hejsycha în Dicționarul geografic al Regatului Poloniei și al altor țări slave, volum III (Haag — Kępy) anul 1882

- pl Hejsycha în Dicționarul geografic al Regatului Poloniei și al altor țări slave, volum XV, p. 1 (Abablewo — Januszowo) 1900